# Parassimpaticomimético

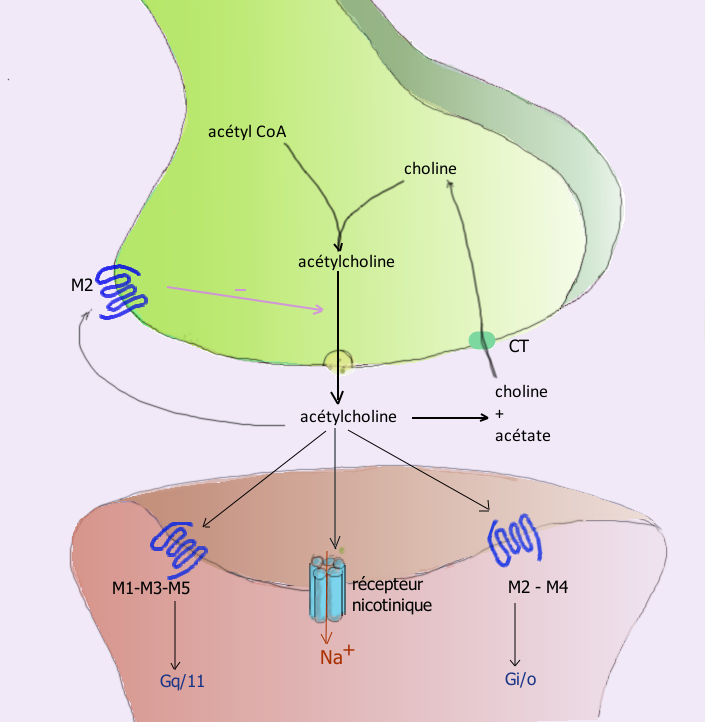
Sinapse colinérgica, onde os parassimpaticomiméticos atuam

Os parassimpatomiméticos (PSNS) ou colinérgicos compõem uma classe de fármacos com propriedades que estimulam ou imitam o sistema nervoso parassimpático. Estes produtos químicos são também chamados drogas colinérgicas porque a acetilcolina (ACh) é o neurotransmissor utilizado para ativar o sistema parassimpático. Produtos químicos desta categoria pode atuar, quer diretamente por estimulação do receptor nicotínico ou receptor muscarínico, ou indiretamente, por inibição da colinesterase, promovendo a libertação de acetilcolina.
Algumas armas químicas como o sarin ou VX, os agentes não-letais como o antimotim, ou bombas de gás lacrimogêneo, e inseticidas como o diazinon e parathion enquadram a esta categoria.[carece de fontes?]

## Mecanismos de ação
Conforme o grau de seletividade da droga colinérgica esta pode ser capaz de ativar somente os receptores colinérgicos do tipo muscarínico, do tipo nicotínico ou ainda ambos simultaneamente, as drogas que assim agem são classificadas como drogas colinérgicas diretas. As drogas que agem aumentando a neurotransmissão de acetilcolina (inibindo a degradação desta pela Acetilcolinesterase) são chamadas de drogas colinérgicas indiretas. O efeito dos agonistas equivale aos dos impulsos nervosos parassimpáticos pós-ganglionares. No músculo promovem aumento da contração da musculatura lisa e relaxamento dos esfíncteres, contração da vesícula biliar e bexiga, broncoconstrição e aumenta secreção glandular, reduz a frequência cardíaca (bradicardia) e reduz a pressão arterial(hipotensão).

## Estrutura
Para um agente colinérgico, os seguintes critérios estão presentes em sua estrutura molecular::
1. Não deve haver mais de cinco átomos entre o nitrogênio e o hidrogênio do terminal para a atividade (colinérgica) muscarínico.
2. A molécula deve possuir um átomo de nitrogênio capaz de suportar uma carga positiva, como uma amina terciária ou um sal quaternário de amônio.
3. Para a potência máxima, o tamanho dos grupos de alquilo substituídos no azoto não devem exceder o tamanho de um grupo metilo.
4. A molécula deve ter um átomo de oxigênio, de preferência um éster de oxigênio capaz de participar de uma ligação de hidrogênio.
5. Deve haver uma unidade de dois carbonos entre o átomo de oxigênio e átomo de nitrogênio.

## Fármacos de ação direta
Estes agem estimulando os receptores nicotínicos ou muscarínicos

### Ésteres de colina
- Acetilcolina (todos os receptores de acetilcolina)
- Betanecol (receptores M3)
- Carbacol (todos os receptores muscarínicos e alguns receptores nicotínicos)
- Metacolina (todos os receptores muscarínicos)

### Alcaloides vegetais
- Arecolina
- Nicotina
- Muscarina
- Pilocarpina (receptores M3)
- Lobelina (acções nicotínicas)

## Fármacos de ação indireta
Agem atuando de forma indireta, os Parassimpaticomiméticos que podem ser inibidores de colinesterase reversíveis e irreversíveis ou drogas que promovem a liberação de ACh ou anti-adrenérgicos. O último inibe o sistema bloqueador e o sistema nervoso simpático.

### Inibidores reversíveis da colinesterase
- Donepezila
- Edrofônio
- Neostigmina
- Fisostigmina
- Piridostigmina
- Rivastigmina
- Tacrina
- Cafeína

### Inibidores irreversíveis da colinesterase
- Ecotiofato
- Isoflurofato
- Malation

### Promotores de liberação de acetilcolina
- Cisaprida
- Droperidol
- Domperidona
- Metoclopramida
- Risperidona
- Paliperidona

## Usos
Possuem diversos usos na medicina::
- Tratamento do glaucoma de ângulo aberto
- Tratamento da catarata
- Tratamento do mal de Alzheimer
- Tratamento do cólico renal ou cólico biliar
- Tratamento de dispepsia
- Diagnóstico e tratamento miastenia gravis
- Diminuir a pressão arterial
- Diminuir a frequência cardíaca
- Relaxar vias urinárias
- Estimular secreções (saliva, suor, suco gástrico...)
- Relaxante muscular
- Desfazer efeito de um anticolinérgicos competitivos como atropina

## Contraindicações
Os parassimpaticomimético são contraindicados em caso de::
- Hipotensão
- Bradicardia
- Asma ou outra forma de broncoespasmo, como na doença pulmonar obstrutiva crônica (DPOC)
- Hipertiroidismo
- Úlcera péptica
- Insuficiência coronariana
- Obstrução mecânica da bexiga